# Mohamed Khaznadji (musicien)
Ne doit pas être confondu avec Mohamed Khaznadji.
Mohamed Khaznadji est un musicien algérien, né dans la Casbah d’Alger le 21 mai 1929. Il est l'un des grands maîtres contemporains de la musique sanâa, ayant participé comme soliste et professeur dans diverses structures musicales.

## Biographie
Mohamed Khaznadji, né le 21 mai 1929, à la Casbah d’Alger, a grandi dans un milieu culturellement attaché à la musique classique algérienne dite andalouse. Il a commencé sa carrière en tant que récitant de Coran, chantant avec les qessadine (chanteurs spécialisés dans le medh) dans les mosquées et les mausolée, en fréquentant les grands maîtres tels que Mohamed Benchaouch, Mourad Bestandji, Mohamed et Mahieddine Lakhal, qui lui ont fait découvrir la nouba.
Il a commencé son apprentissage en 1946 au sein de l'association musicale El Hayat, avec Abderrahmane Belhocine comme maître. Il s'est ensuite imposé en tant qu'interprète au sein du grand orchestre dirigé par Cheikh Mohamed Fekhardji, puis en tant que soliste et professeur dans diverses structures musicales, telles que des associations et le conservatoire d'Alger. 
Il a également enseigné à l'association L'art et la littérature jusqu'en 1975, année durant laquelle il a été promu professeur de l'Institut de musique d'Alger. Il a créé sa propre école, El Khaznadjia, il a formé ainsi  plusieurs musiciens et chanteurs, dont Beihdja Rahal.
Considéré comme l'un des interprètes les plus représentatifs du style andalou algérois par les puristes, il est devenu un symbole de la musique traditionnelle arabo-andalouse. Il a été reconnu pour sa maîtrise de la technique de la tagliba (litt. renversement), qui consiste à faire passer rapidement la voix de la note la plus élevée dans les aigus à des degrés qui vont de la tierce à l'octave inférieure.
Mohamed Khaznadji a remporté le second prix de l'Académie d'Alger en 1953. En 1966, il a enregistré son premier 33 T chez Pathé-Marconi, bien qu'il n'ait pas enregistré beaucoup de disques. Il a participé à plusieurs manifestations culturelles tant en Algérie qu'à l'étranger, notamment en Tunisie, aux États-Unis et en Italie.

## Discographie
1. Algérie : Anthologie de la musique arabo-andalouse, Vol. 2 (Disque I), Mohamed Khaznadji : La Nûba Ghrib, Ocora, C 560003, 1992.
2. Mohamed Khaznadji et L'Ensemble Albaycin : Nawba Mazmum, Alsur.
3. Musique classique algérienne. Mohamed Khaznadji : Nouba Maya et Nouba Raml Maya, Reflets D'orient, 2691/2, 1984.
4. Musique classique algérienne. Mohamed Khaznadji : Nouba Rasd, Pathé, PTX 40.911, 1966.
5. Musique classique algérienne. Mohamed Khaznadji : Nouba Sika, Pathé, PTX 40.911, 1966.
6. Musique classique algérienne. Mohamed Khaznadji : Nouba Du Mode Hsine, Esperance, CD 2697, 1991.
7. Musique classique algérienne. Mohamed Khaznadji : Nouba Du Mode M'djenba, Société Algérienne de la Production Musicale, 2693.
8. Musique classique algérienne. Mohamed Khaznadji : Noubat El M'Jenba, Les Artistes Arabes Associés, 72.829, 1987.